# Heinrich Handorf

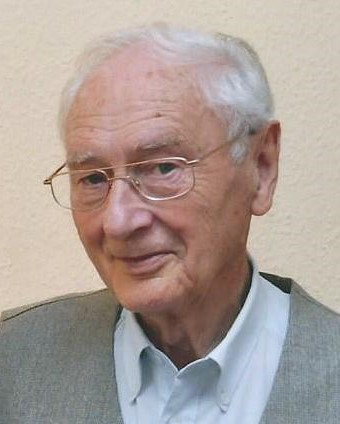
Heinrich Handorf

Heinrich Handorf (* 18. April 1925 in Warin; † 27. April 2022 Schwerin) war ein deutscher Architekt.

## Leben
Heinrich Handorf wurde als Sohn eines Tischlermeisters in der mecklenburgischen Kleinstadt Warin geboren. 1943 legte er an der Großen Stadtschule in Wismar sein Abitur ab. Es folgten der Reichsarbeits- und Militärdienst bei der Wehrmacht. 1945 absolvierte er ein Tischlerpraktikum bei seinem Vater in der Bau- &. Möbeltischlerei H. Handorf in der Mühlendammstraße in Warin. Von 1946 bis 1949 studierte er an der Bau- und Ingenieurschule Wismar und schloss dieses Studium als Hochbauingenieur in der Fachrichtung Architektur ab. Am 4. August 1950 heiratete er in Warin die Deutsch-Baltin Erna Gebhard (* 28. April 1924 Niederbartau; † 11. Februar 2025 Schwerin), sie gebar 1952 einen Sohn und 1954 eine Tochter. Handorfs erste Ingenieur-Tätigkeit war die Mitarbeit in der Landesbauverwaltung  Mecklenburg, Außenstelle Stralsund. Prägend war die Arbeit im Ministerium für Wirtschaft in der Hauptabteilung Bauwesen in Schwerin in der Zeit von 1949 bis 1950. Danach folgten ab 1951 verschiedene Tätigkeiten im Entwurfs- und Bauleitungsbüro  Mecklenburg. Mit den gesammelten Erfahrungen wurde er 1960 Leitarchitekt im VEB Hochbauprojektierung in Schwerin. 1968 wechselte er zum VEB Wohnungsbaukombinat Schwerin (dort wurde die Leitungsstruktur in nur einem Großbetrieb gebündelt). 1974, nach einer Prüfung im Ministerium für Bauwesen der DDR, kam die Berufung in den Staatsdienst, in die Staatliche Bauaufsicht (SBA) des Bezirkes Schwerin. Dort arbeitete er bis 1990 als Prüfingenieur für Hochbauten. Unter anderem arbeitete er mit dem Bildhauer August Martin Hoffmann zusammen an Giebel- und Fassadengestaltungen baugebundener Kunst und war in der Zentralen Arbeitsgruppe Wohnungsbau tätig (dieses Gremium fasste die Bauerfahrungen aller Bezirke der DDR zusammen). Auch der Denkmalpflege Mecklenburgs war er verbunden, der ehemalige Chefkonservator Serafim Polenz war einer seiner Freunde. 1990, am Ende seines Berufslebens, wurde Handorf die staatliche Bezeichnung Dipl.-Ing. (FH) zuerkannt, als Gleichstellung zu den Berufskollegen in der BRD.
Seit 1990 fertigte Heinrich Handorf zahlreiche grafische Zyklen alter Kirchenarchitektur, Natur- und Städtebilder Mecklenburgs. Kurse an der Bezirkskulturakademie und der VHS festigten seine Malweise. Aquarelle, Radierungen und Hochdrucke wurden in regionalen Ausstellungen gezeigt. Er war ein Wilhelm-Busch-Rezitator, der die Lebensweisheiten abgewandelt in vielen Artikeln veröffentlichte. 2023 wurde Heinrich Handorfs Wilhelm Busch Sammlung mit Erstausgaben und vielen anderen Raritäten als Nachlass dem Verein der Wilhelm-Busch-Mühle in Ebergötzen übergeben.
Die Vorfahren Handorfs schrieben sich bis 1836 Ham(m)dorff, nach 1889 setzte sich beim Maschinenbauer Christian Heinrich Friedrich Hanndorf aus Sukow die heutige Schreibweise Handorf durch.
Heinrich Handorf und seine Frau Erna fanden ihre letzte Ruhe im Wiligrader Waldfrieden am See, Nr. 443.

## Bauten und Entwürfe
- 1951/52 Kulturhaus Der freie Bauer in Brüsewitz, gemeinsam mit Franz Schiemer[6]
- 1952 sozialistisches Musterdorf der DDR Mestlin, Kindergarten und -krippe
- 1952–1954 Landesparteischule der SED, seit 1990 Ministerium für Wirtschaft Mecklenburg-Vorpommern, gemeinsam mit Franz Schiemer[7]
- 1953–1955 24-klassige Schule, ehemalige Karl-Marx-Schule in Rostock, Heinrich-Schütz-Str. 10a, heute Heinrich-Schütz-Schule
- 1954–1956 16-klassige Schule Neubrandenburg, Demminer Straße
- 1959–1962 20-klassige Schule in Schwerin, Weststadt, Juri-Gagarin-Schule, heute Goethe-Gymnasium. Ein Zweitbau entstand in Frankfurt/Oder.
- 1955–1957 Kino „Film-Palast“ in Malchow (seit 1999 DDR-Museum Malchow)
- 1957 Sozialgebäude des VEB Seehafen Wismar
- 1962 Das erste zehngeschossige Wohnhochhaus Schwerins am Lambrechtsgrund, es integrierte einen Schornstein des Ölheizhauses für die Sport- und Kongresshalle. Eine Abströmplatte auf dem Hochhaus verteilte den Rauch.
- 1966 Entwurf des Verwaltungsbaus des Rats des Kreises Lübz

## Werkschau

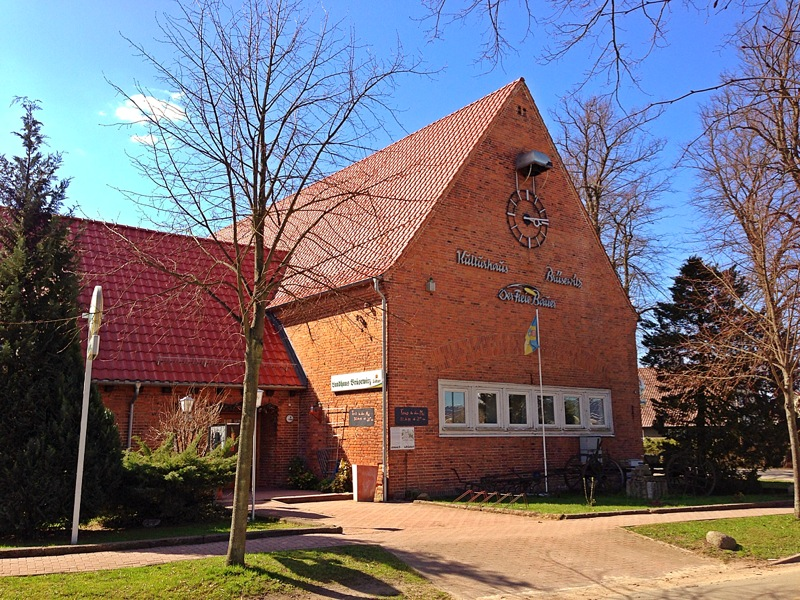
Kulturhaus Brüsewitz Der freie Bauer, erbaut 1951
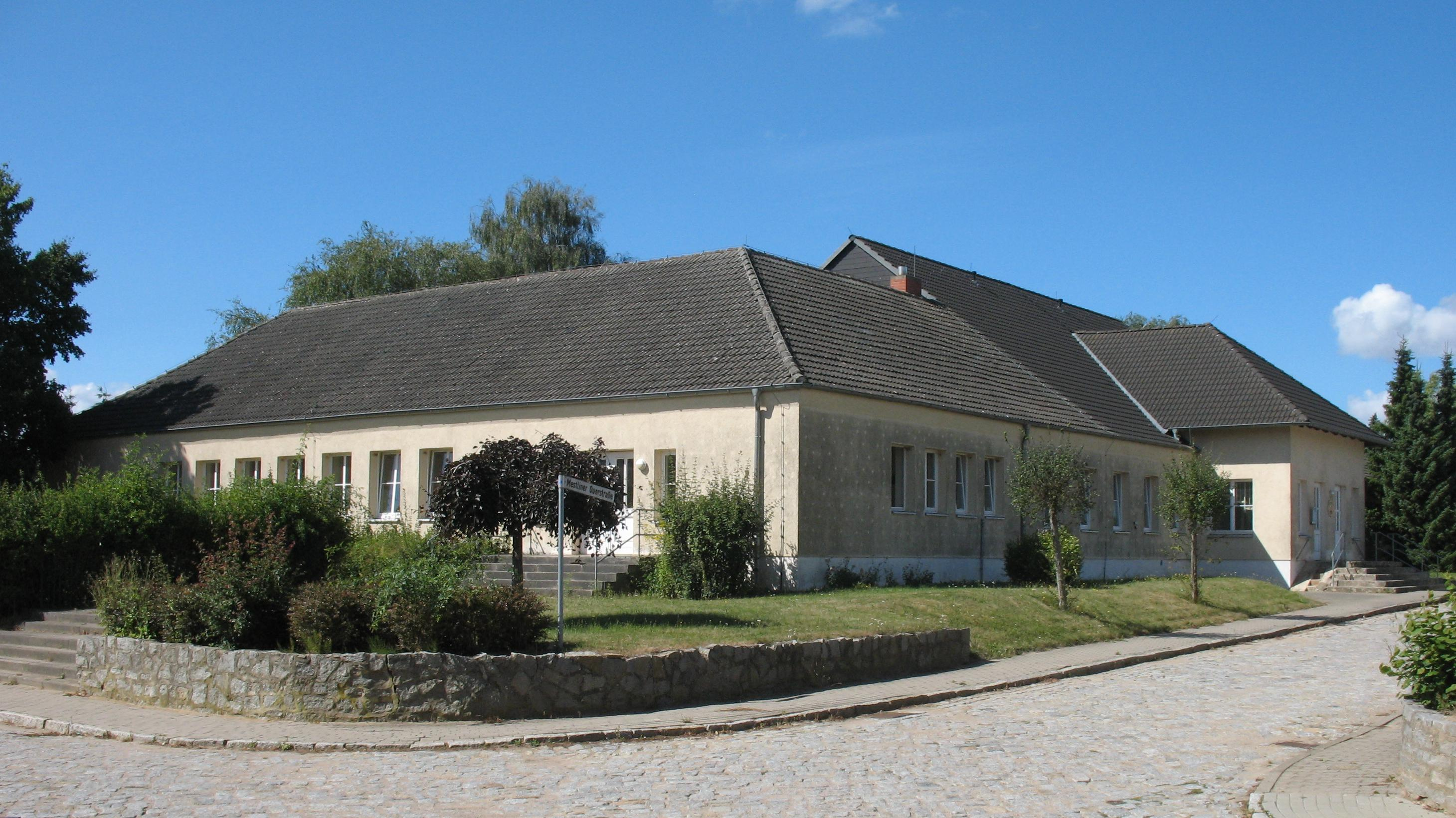
Kindergarten u. -krippe in Mestlin, erbaut 1952/53
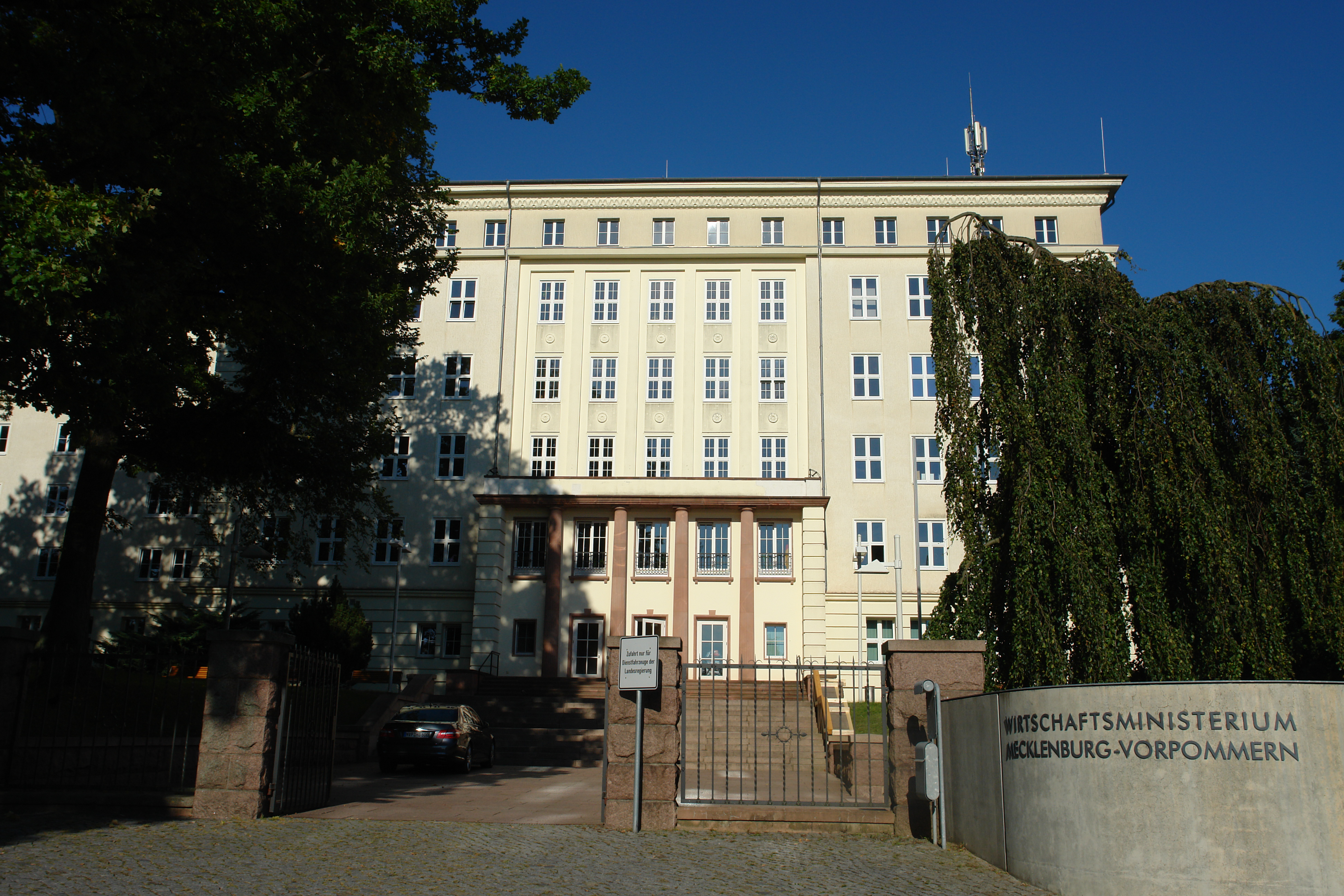
Schwerin, ehem. Landesparteischule, erbaut 1952–1954
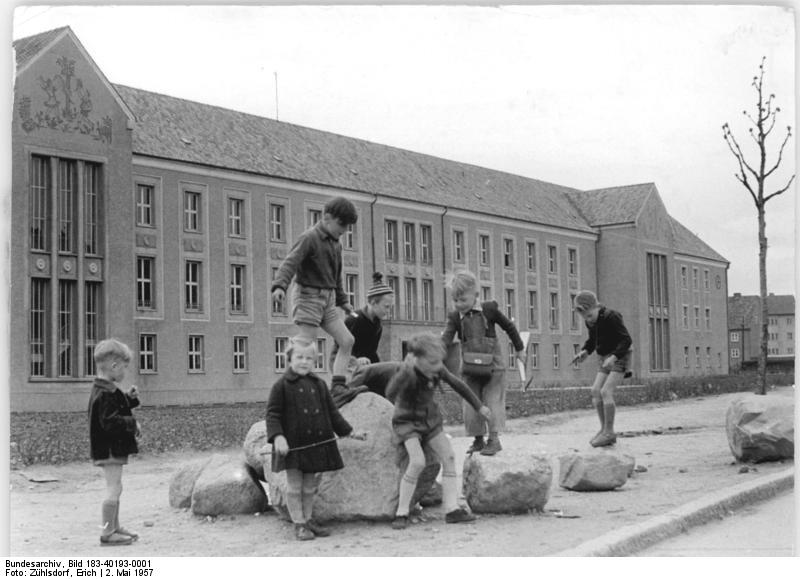
ehem. Karl-Marx-Schule in Rostock, erbaut 1953–1955
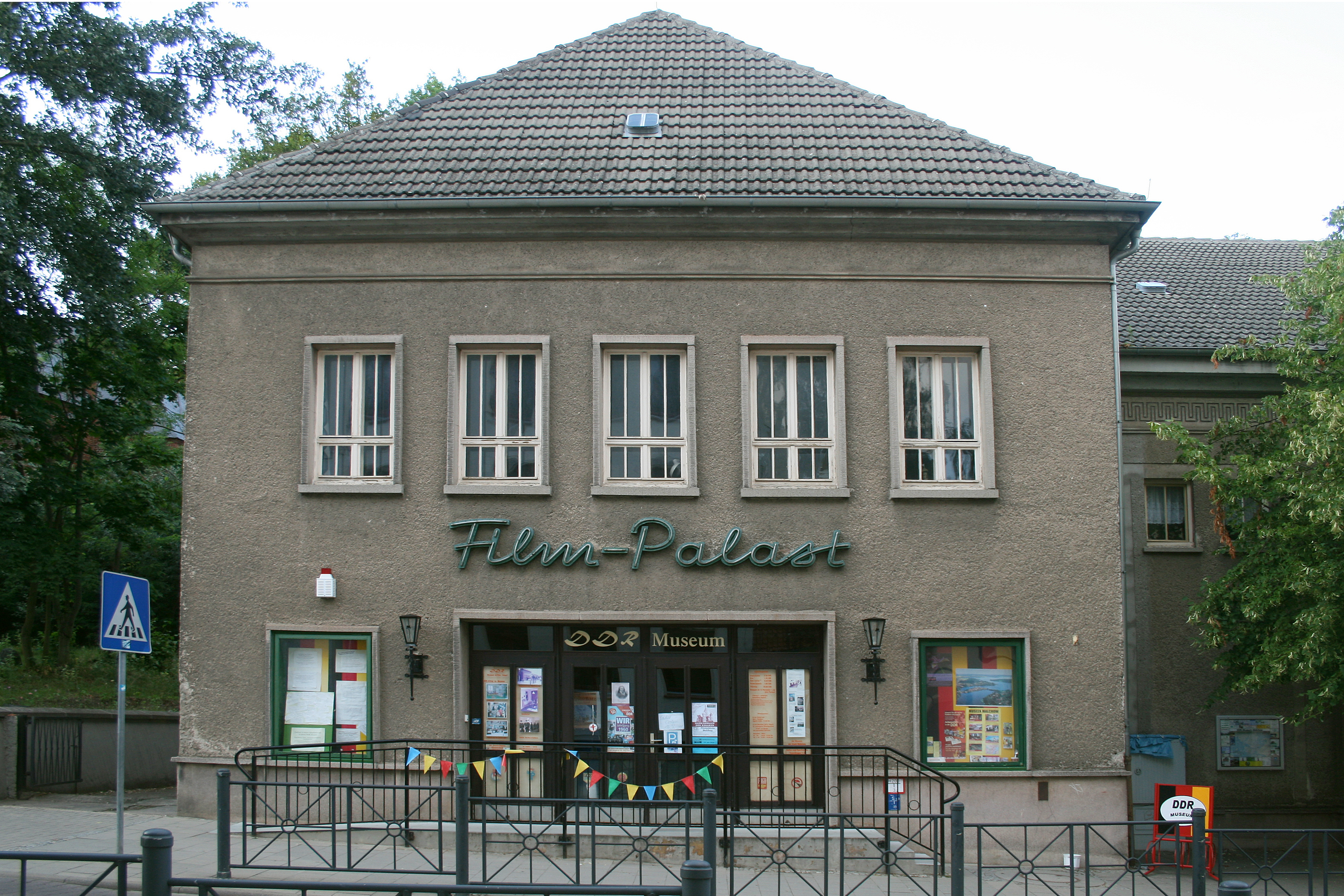
ehem. Kino Film-Palast in Malchow, erbaut 1955–1957
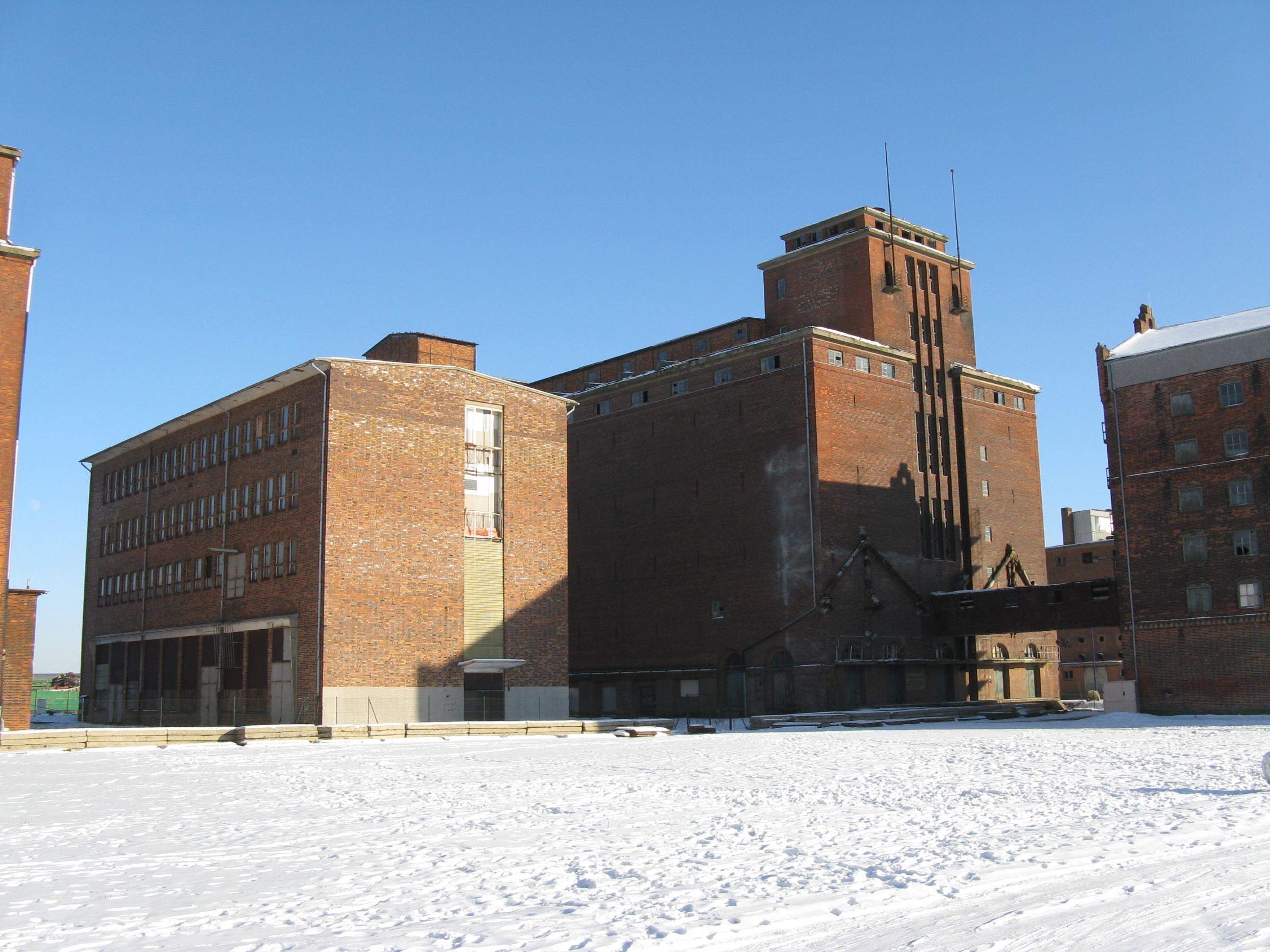
links: Werkstatt- und Sozialgebäude des VEB Seehafen Wismar von 1957
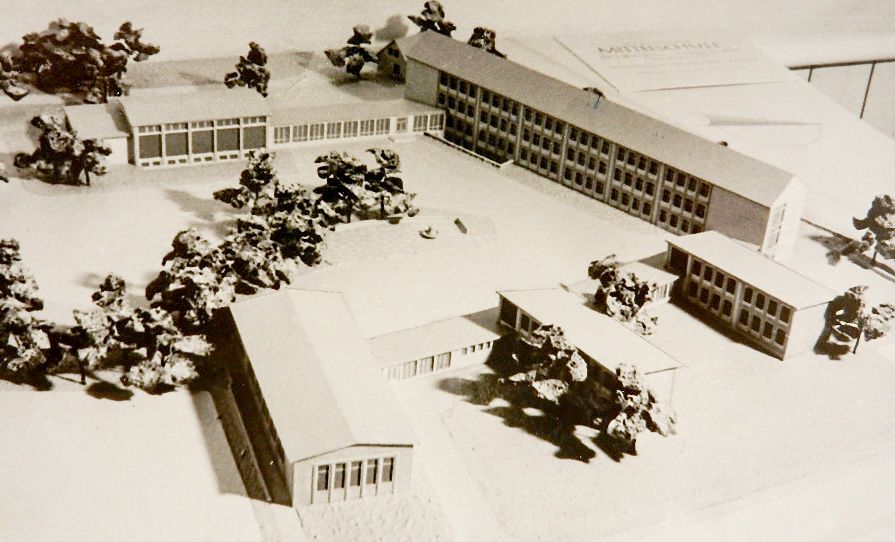
Model Juri-Gagarin-Schule, Schwerin Weststadt, erbaut 1959–1962
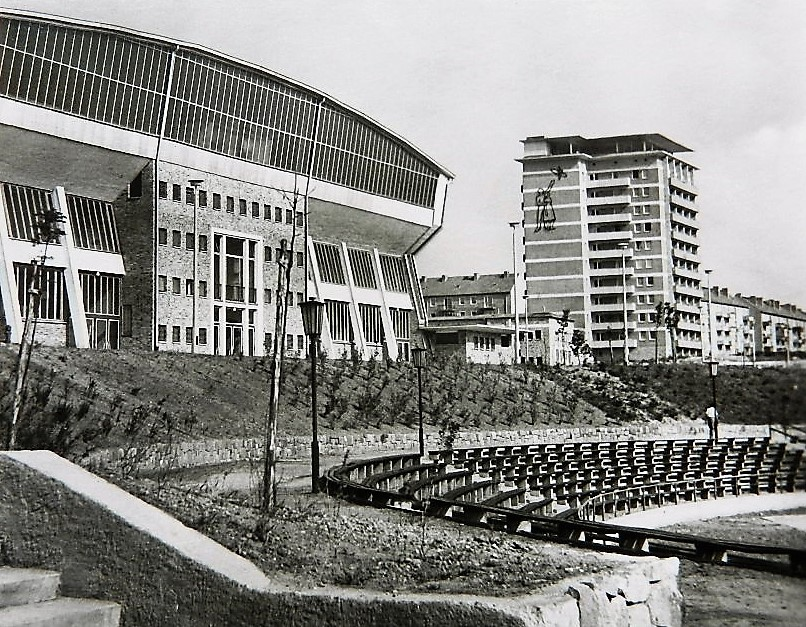
Wohnhochhaus Weststadt, erbaut 1963 (erstes Hochhaus in Schwerin)

## Grafik und Aquarelle

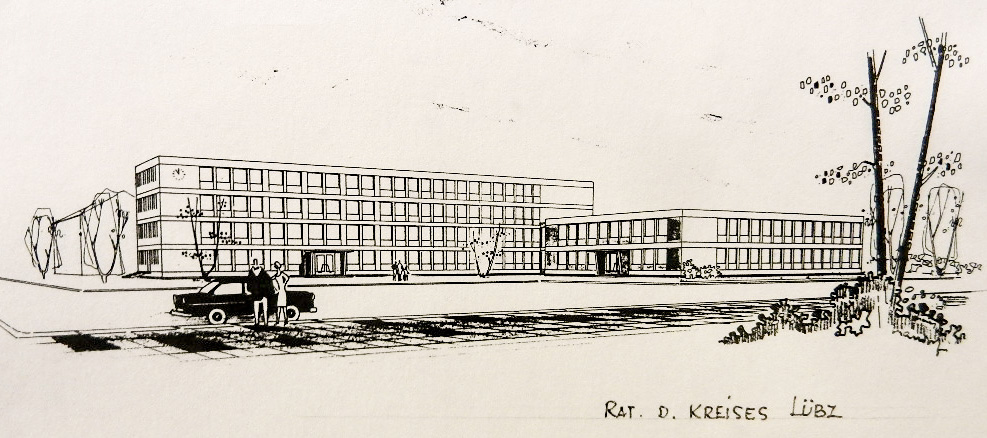
Architektenzeichnung von Heinrich Handorf, Entwurf Verwaltungsneubau Kreis Lübz von 1966
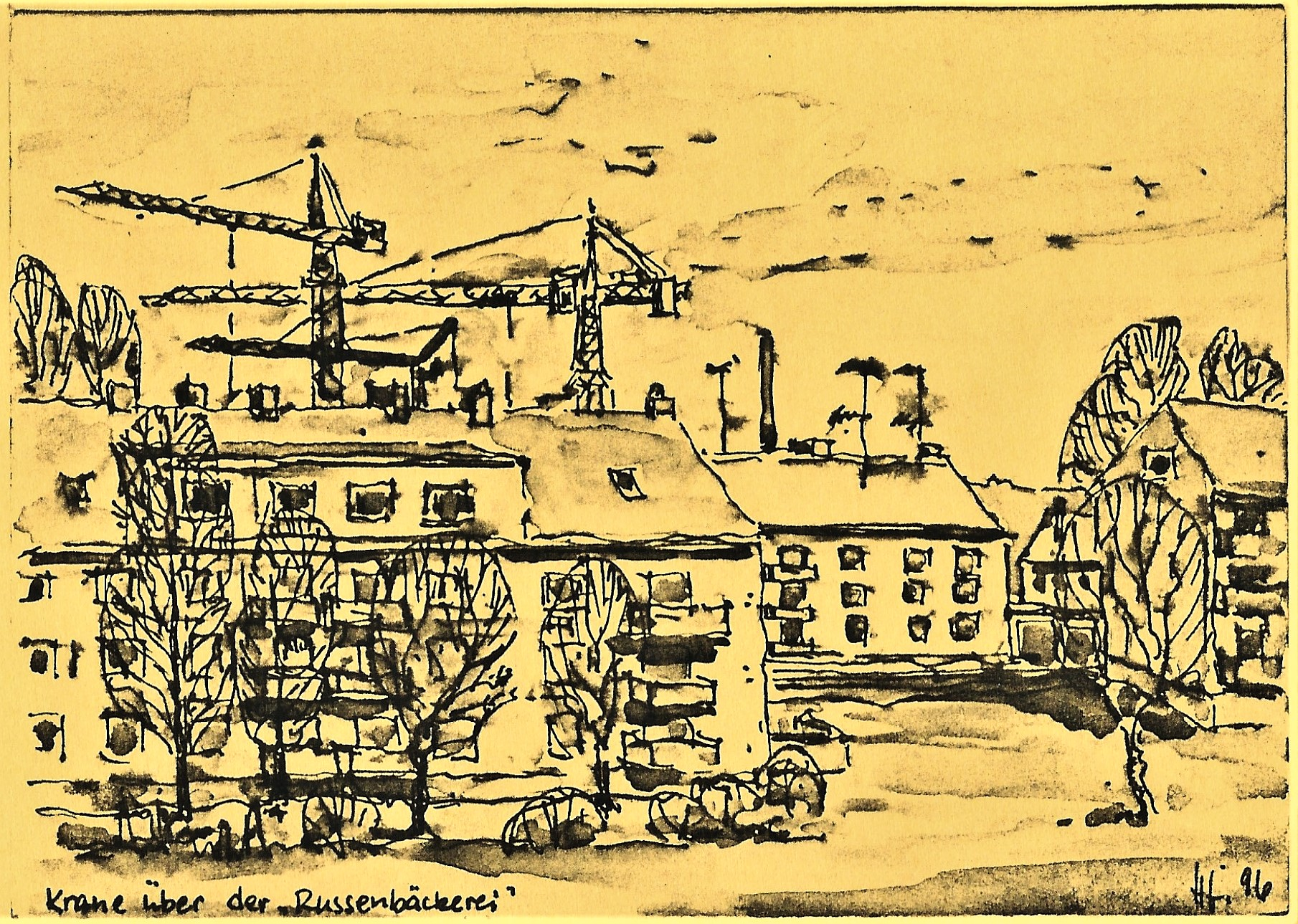
Baustelle, alte Russenbäckerei Weststadt Schwerin, H.Handorf 1996
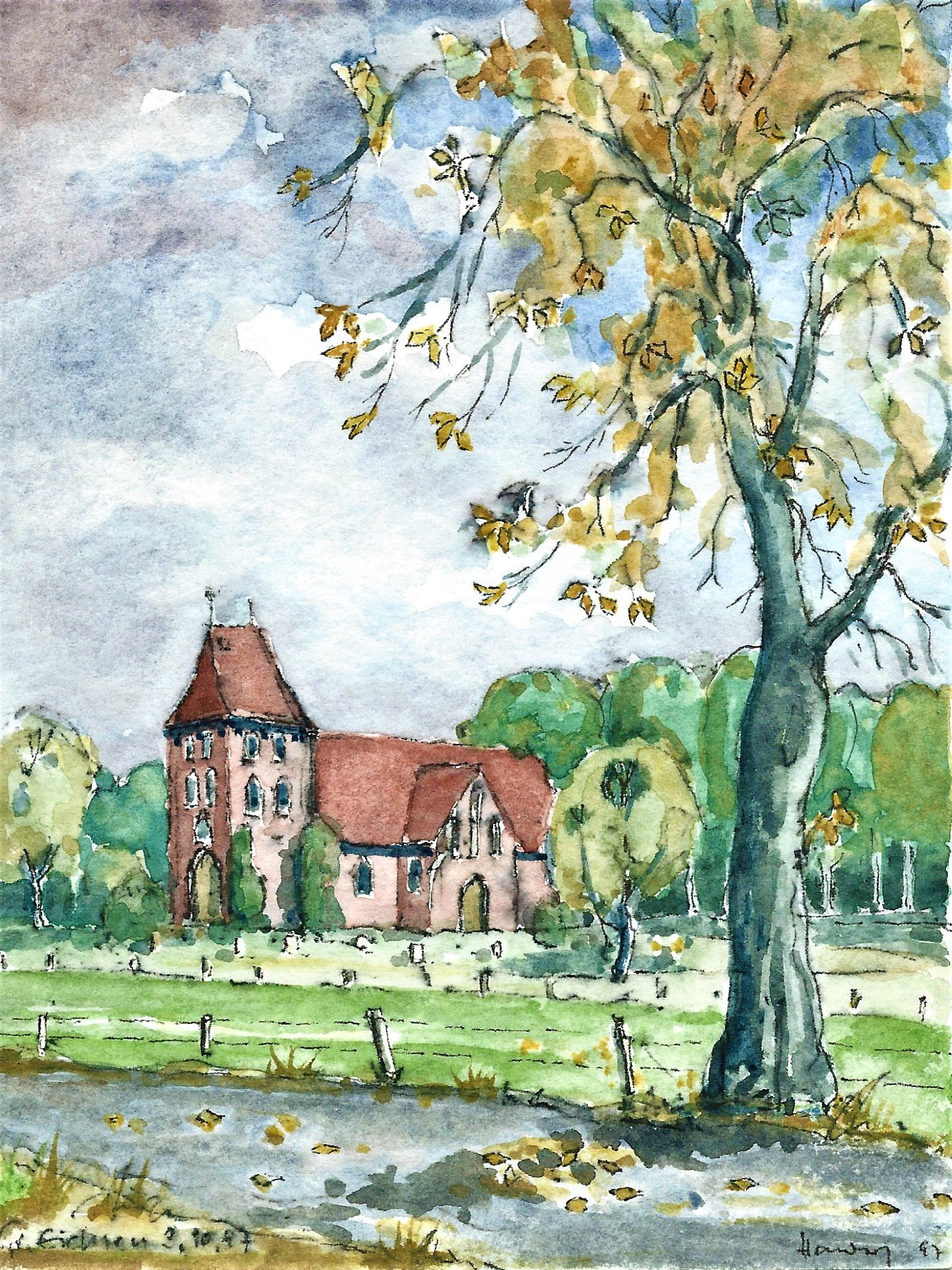
Kirche Groß Eichsen, H.Handorf 1997
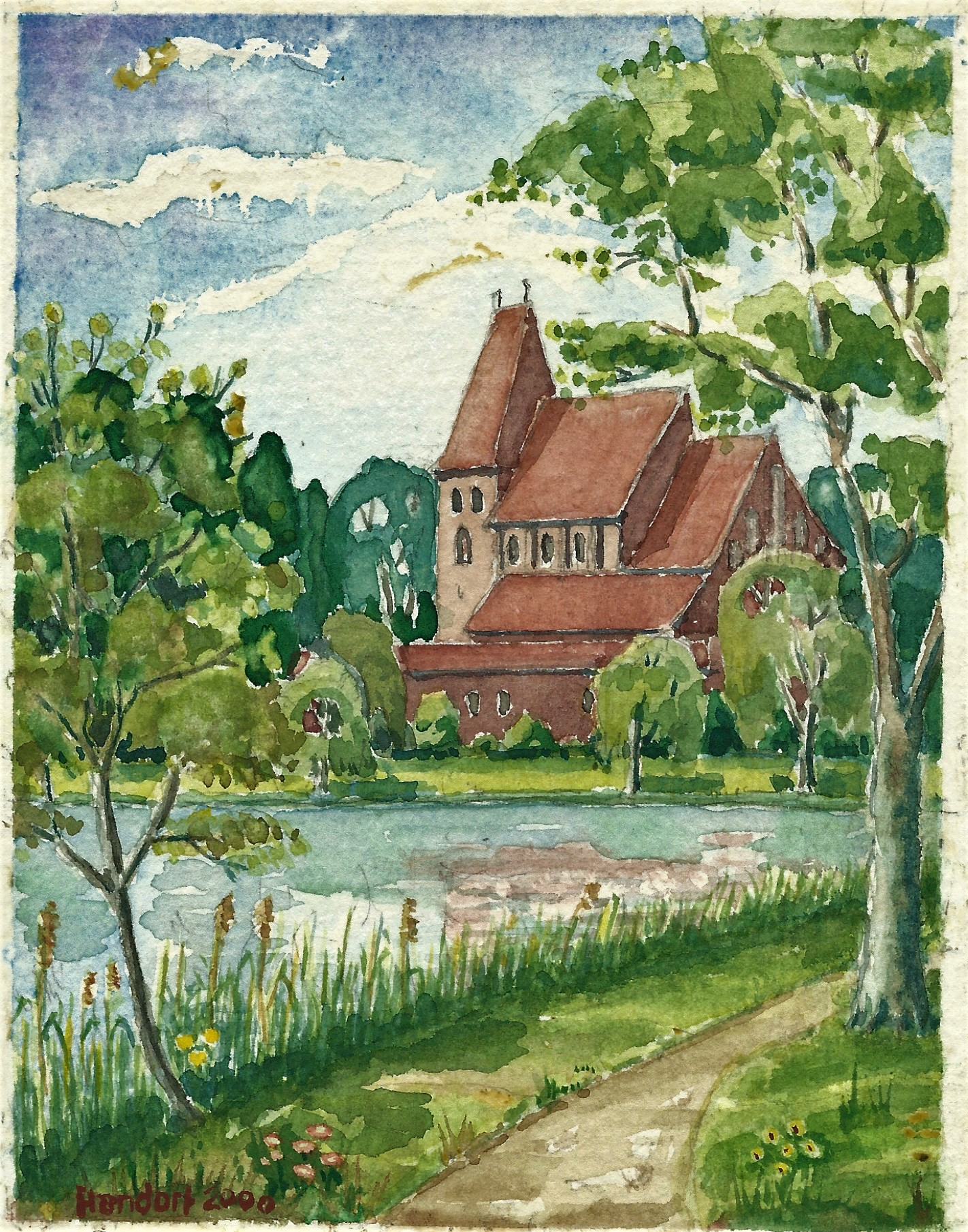
Klosterkirche Rehna, H.Handorf 2000
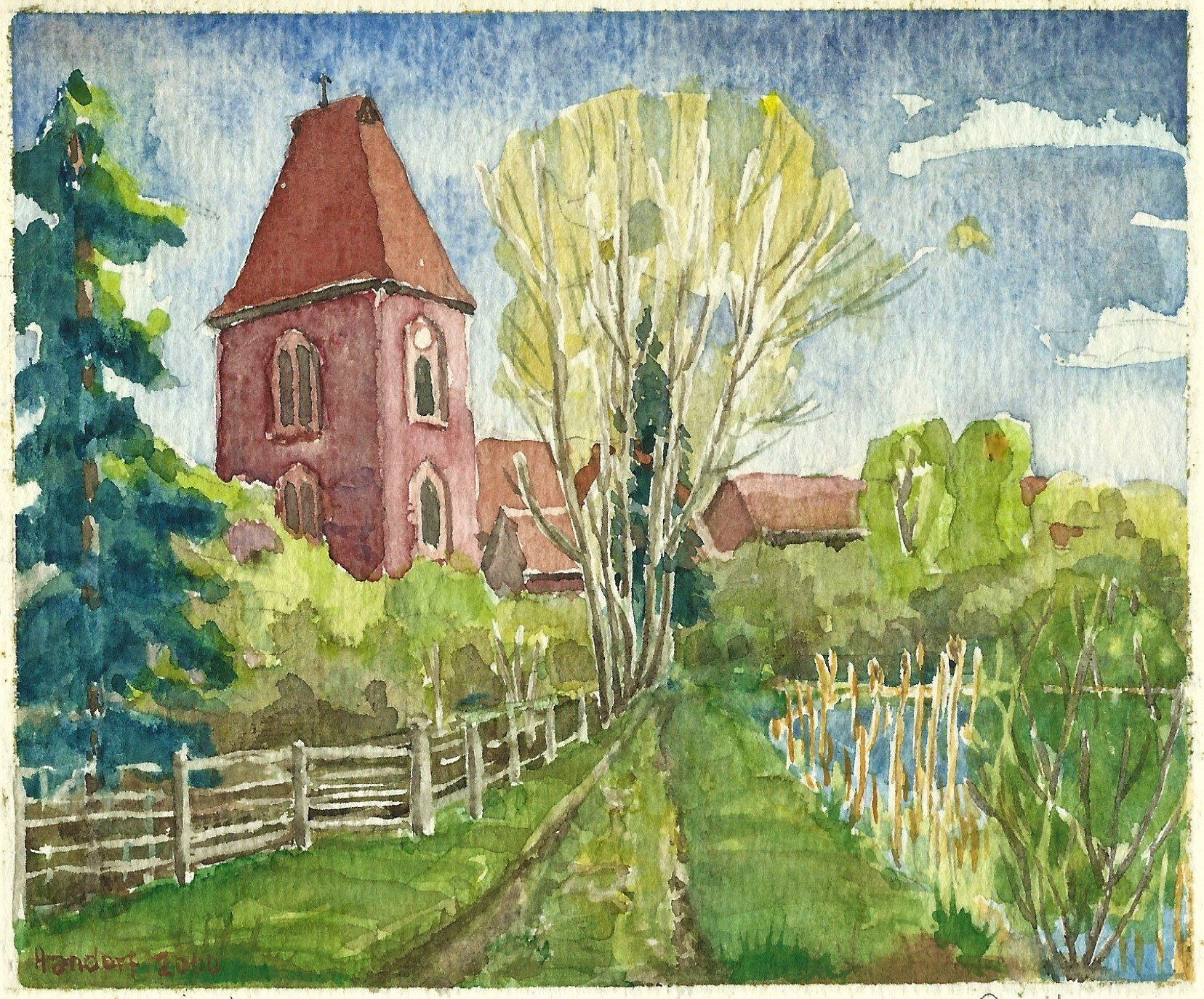
Kirche Crivitz, H.Handorf 2000
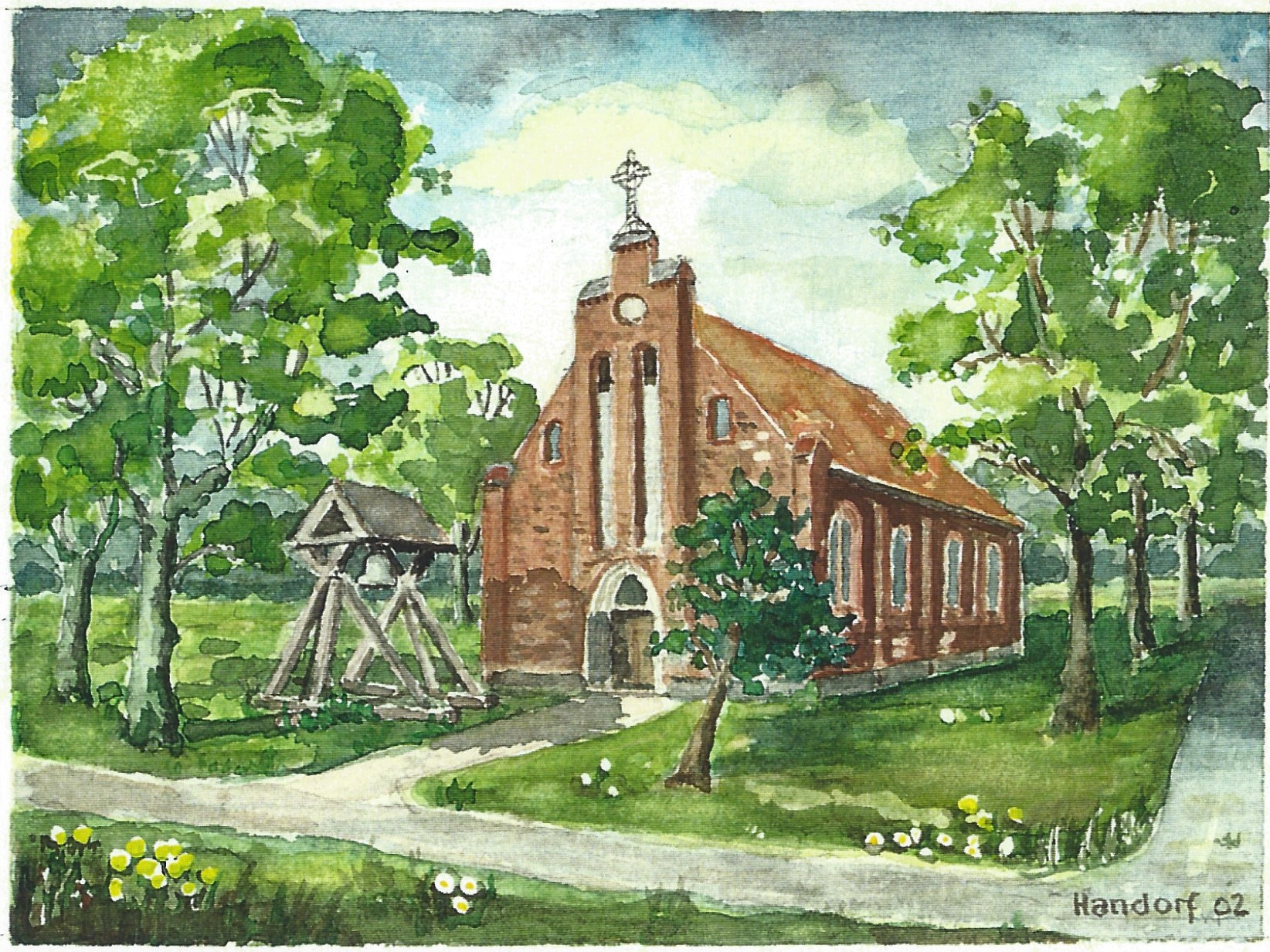
Johanniterkirche Kraak, H.Handorf 2002
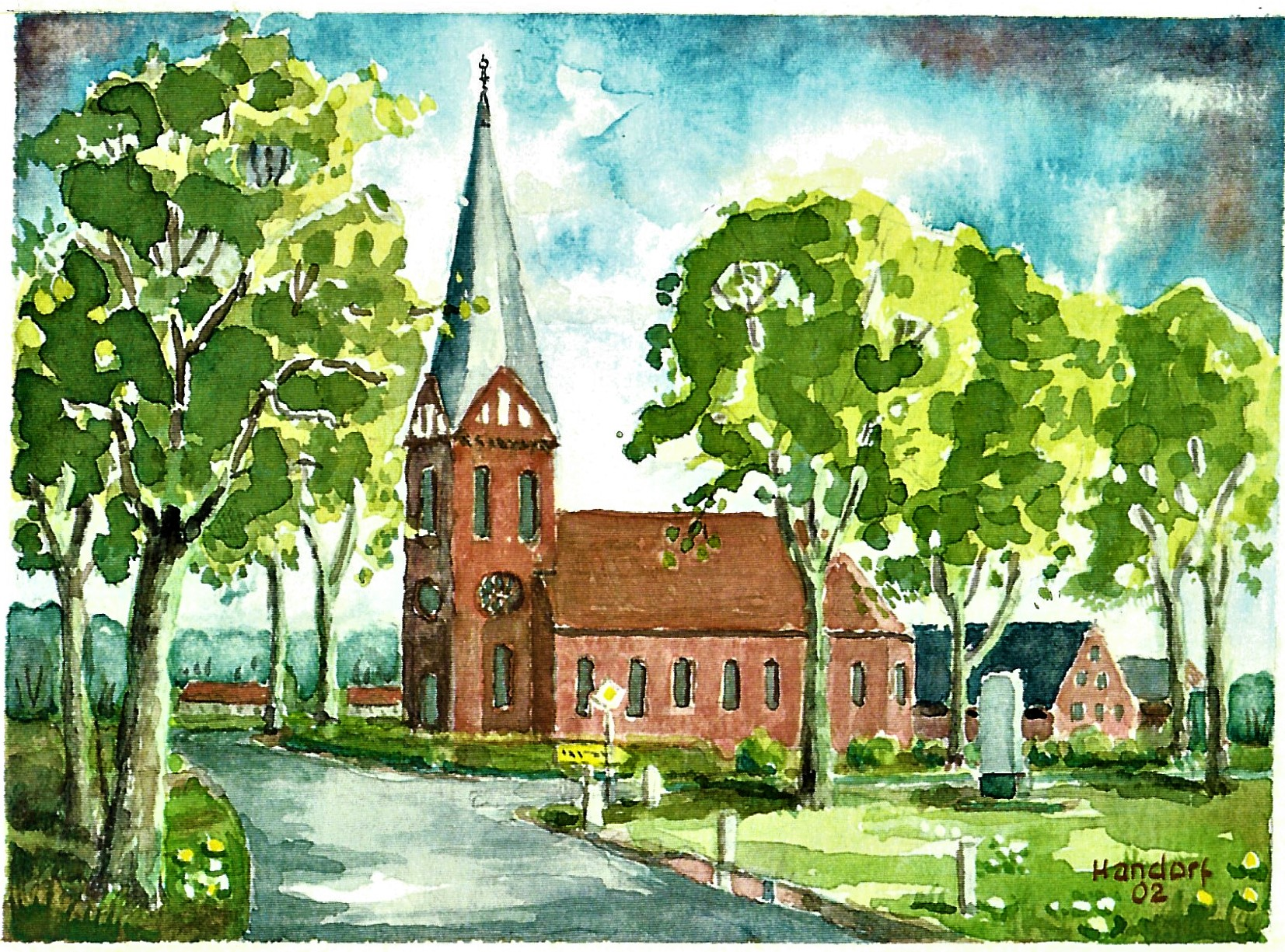
Kirche Uelitz, H.Handorf 2002
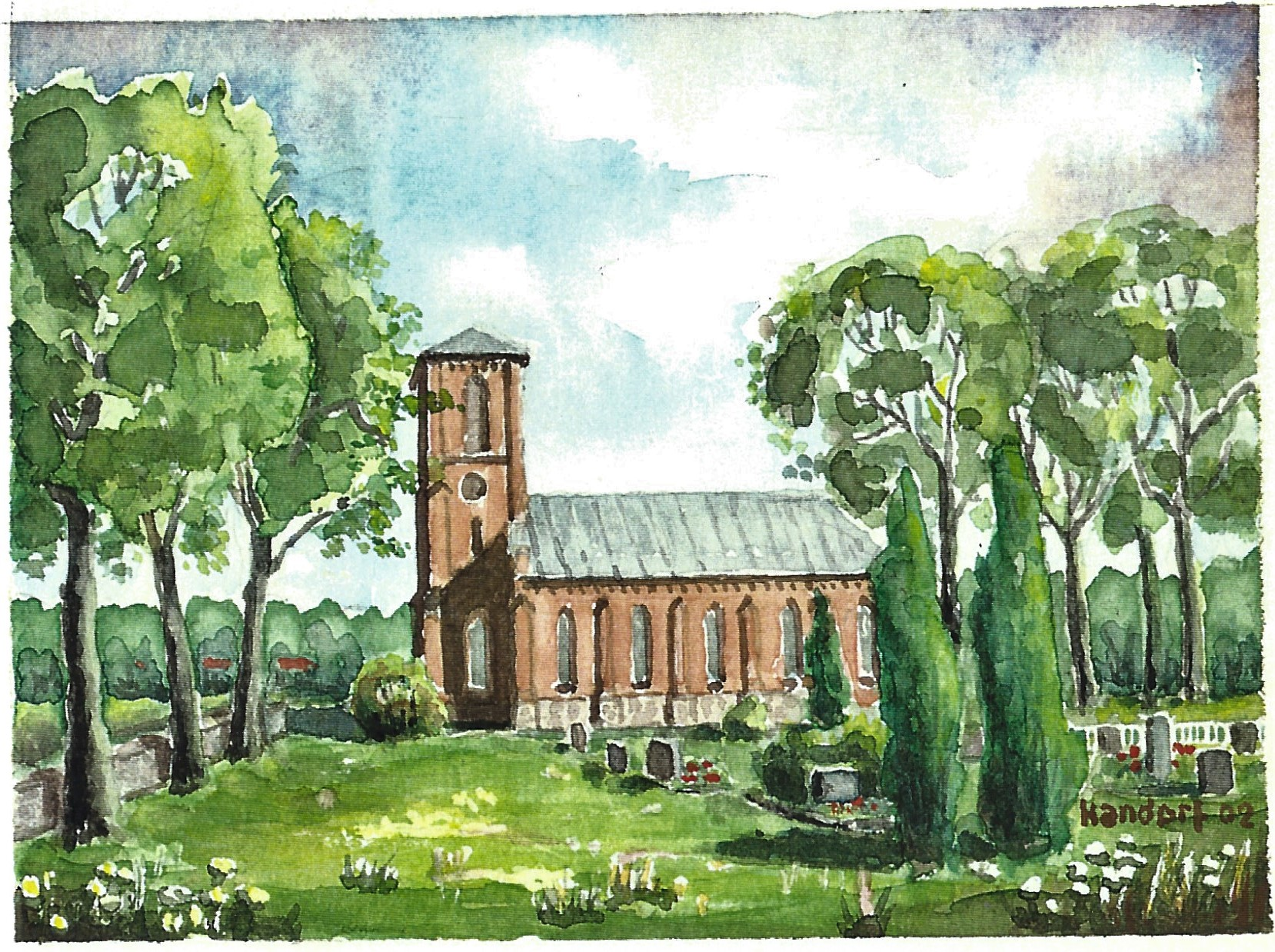
Kirche Mirow (Lewitz), H.Handorf 2002
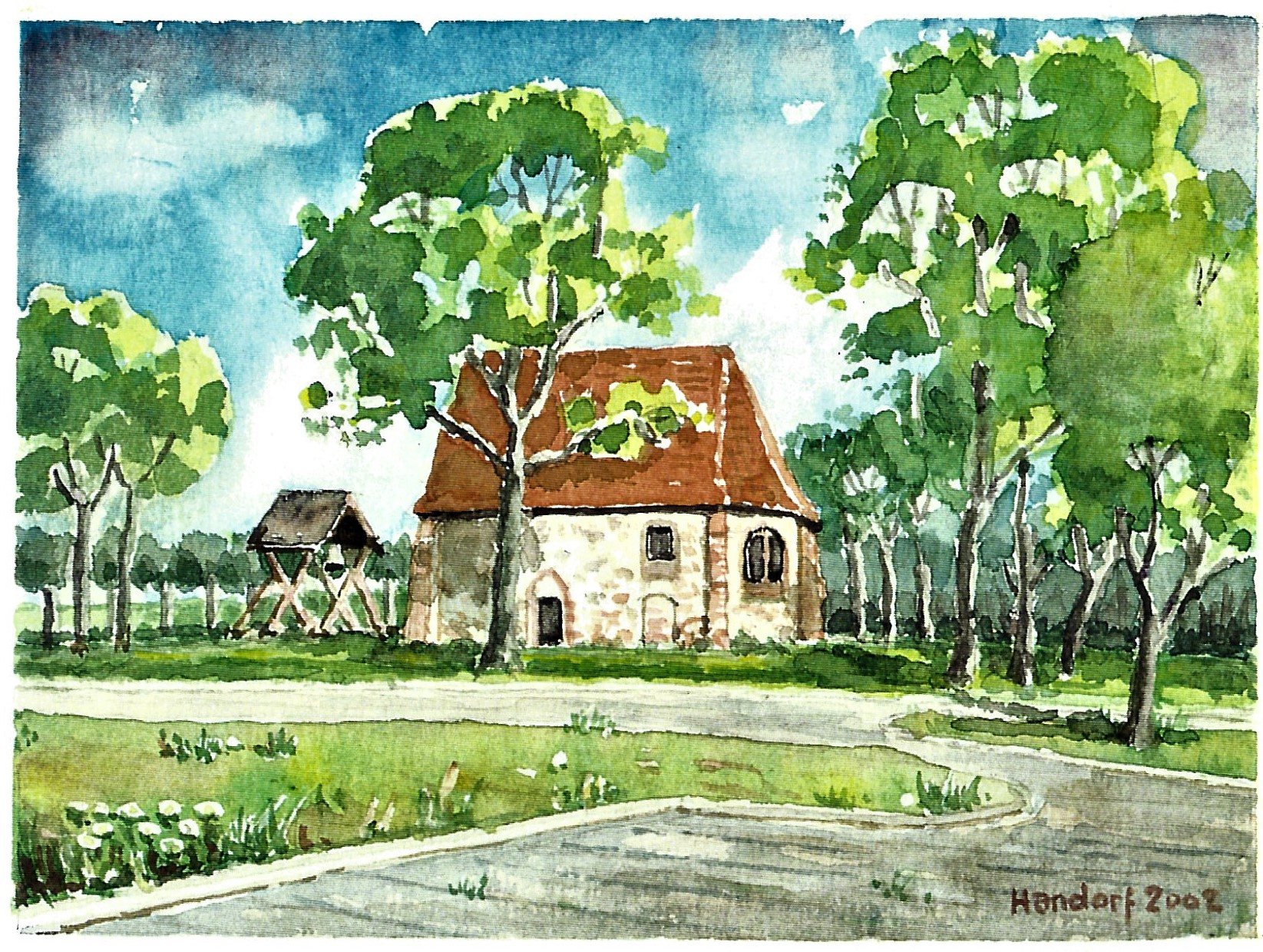
Kirche Goldenstädt, H.Handorf 2002
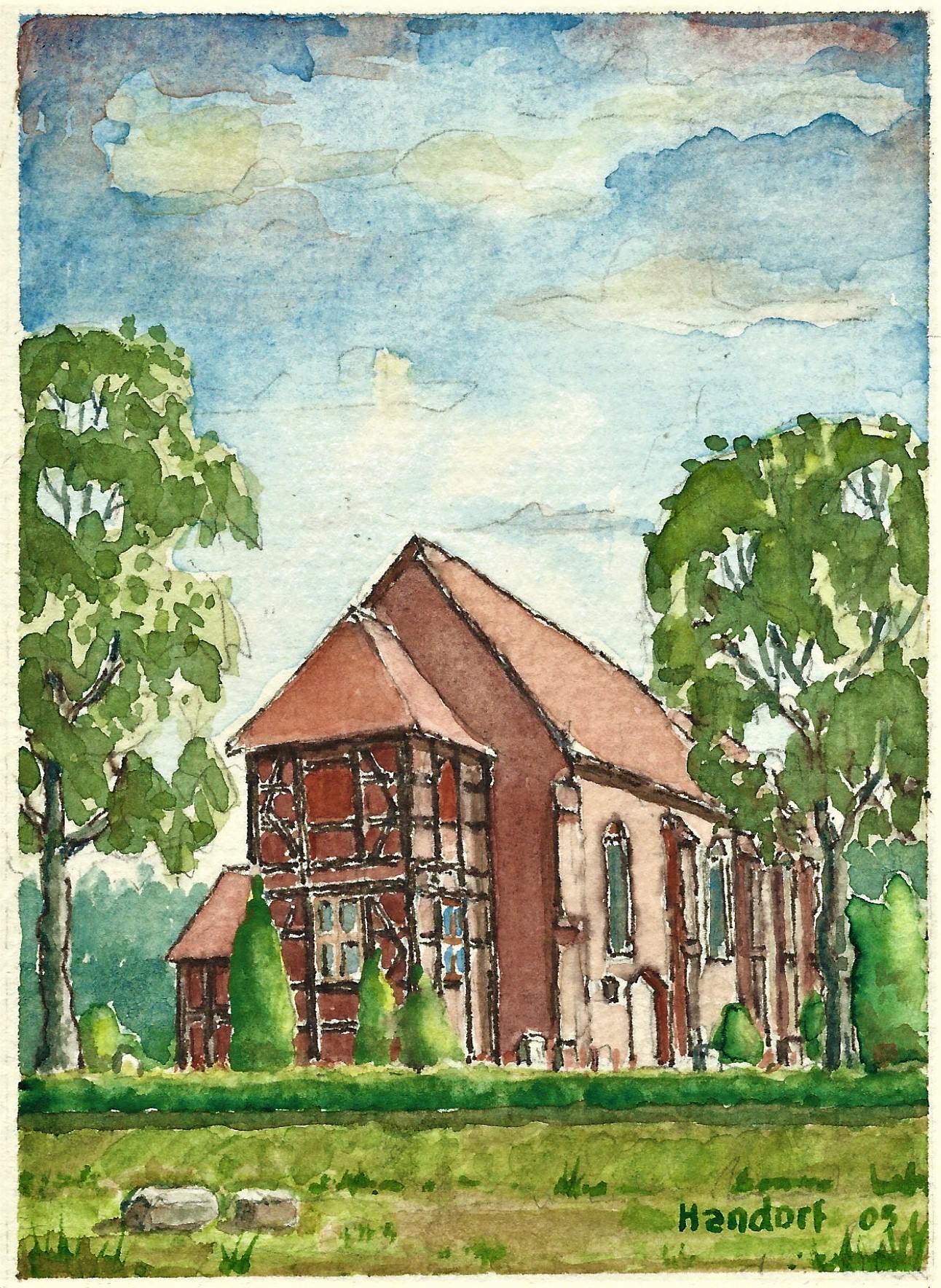
Kirche Bibow, H.Handorf 2005
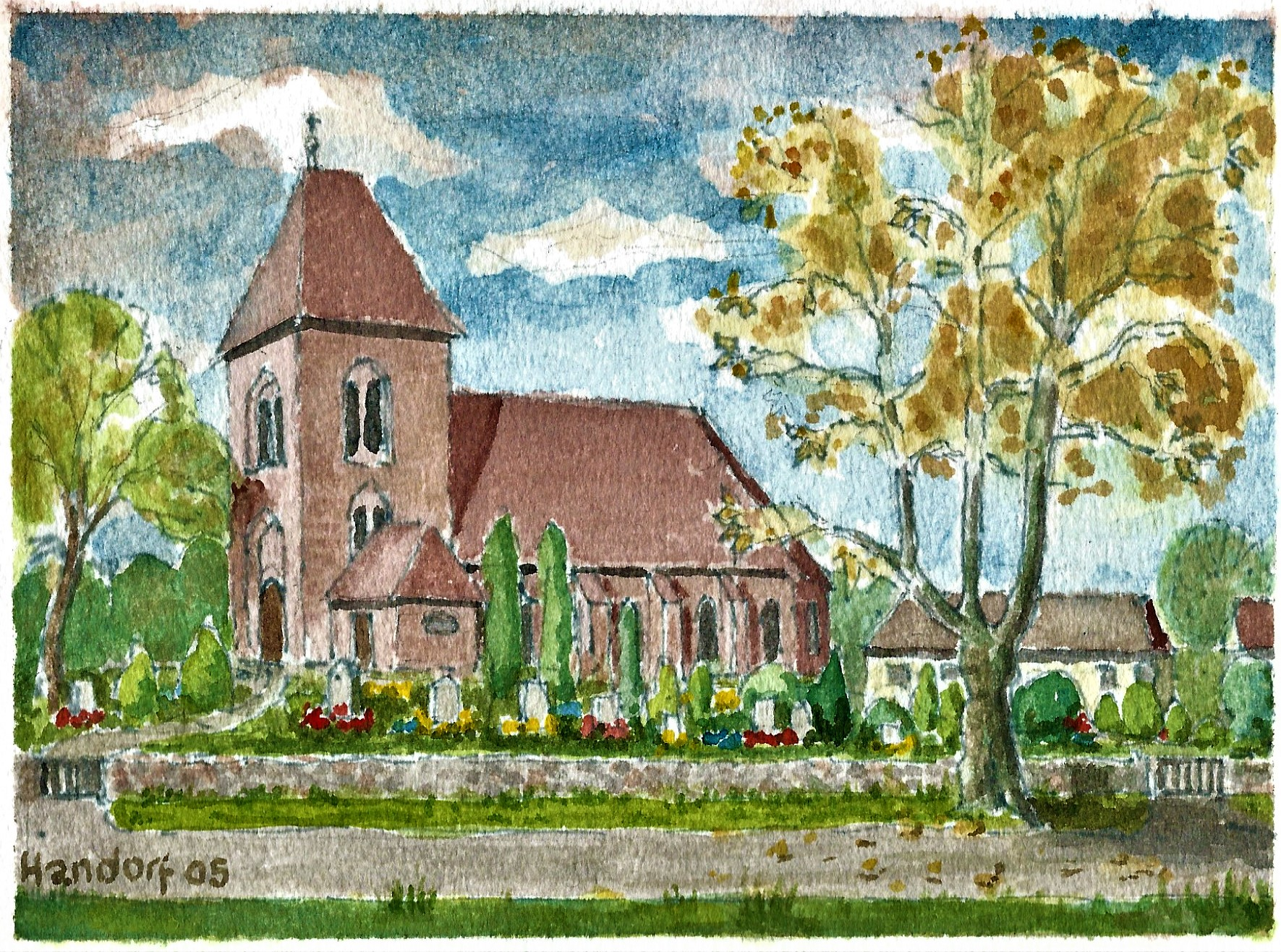
Kirche Groß Brütz, H.Handorf 2005
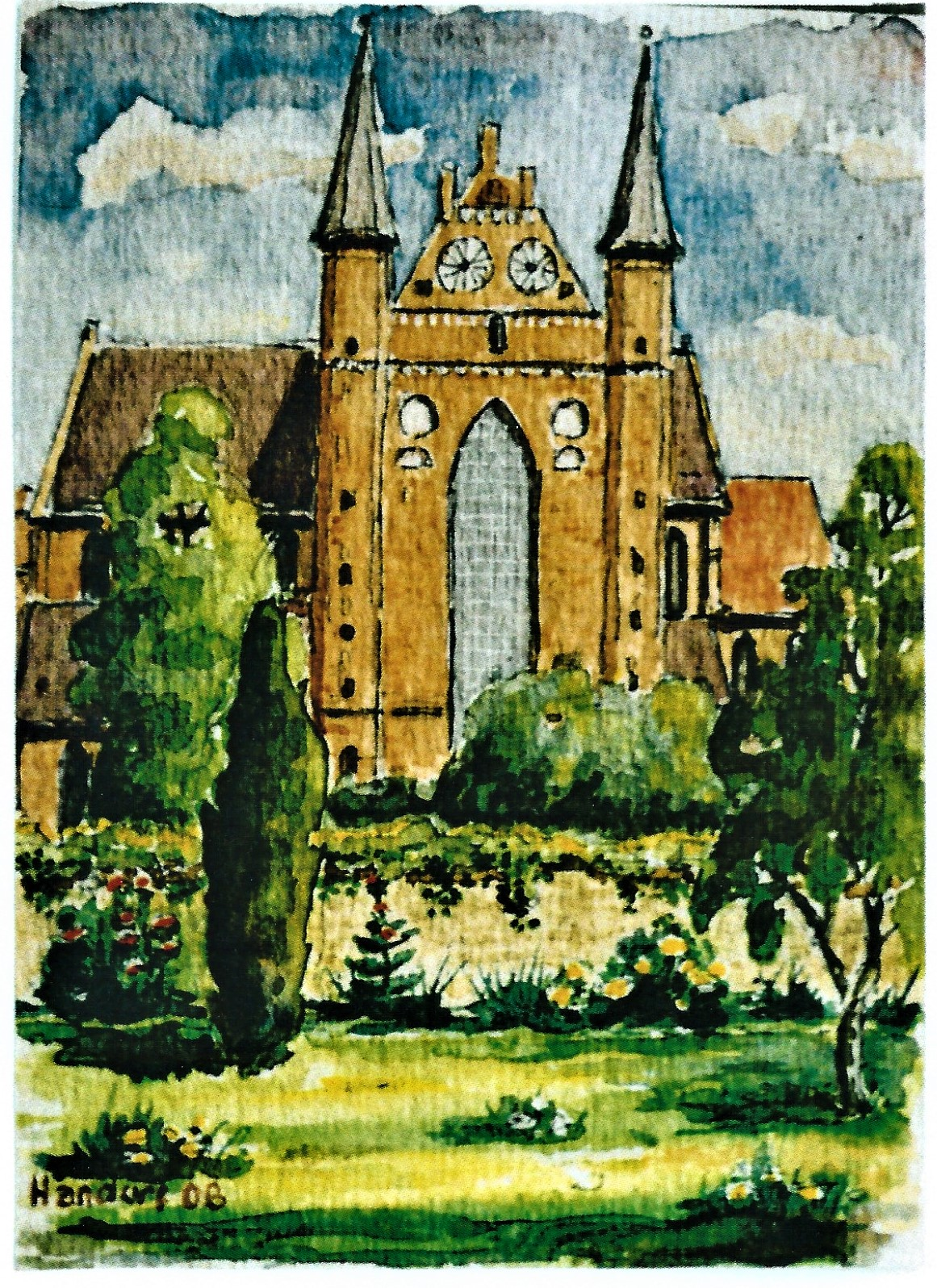
St.-Georgen-Kirche Wismar, H.Handorf 2006
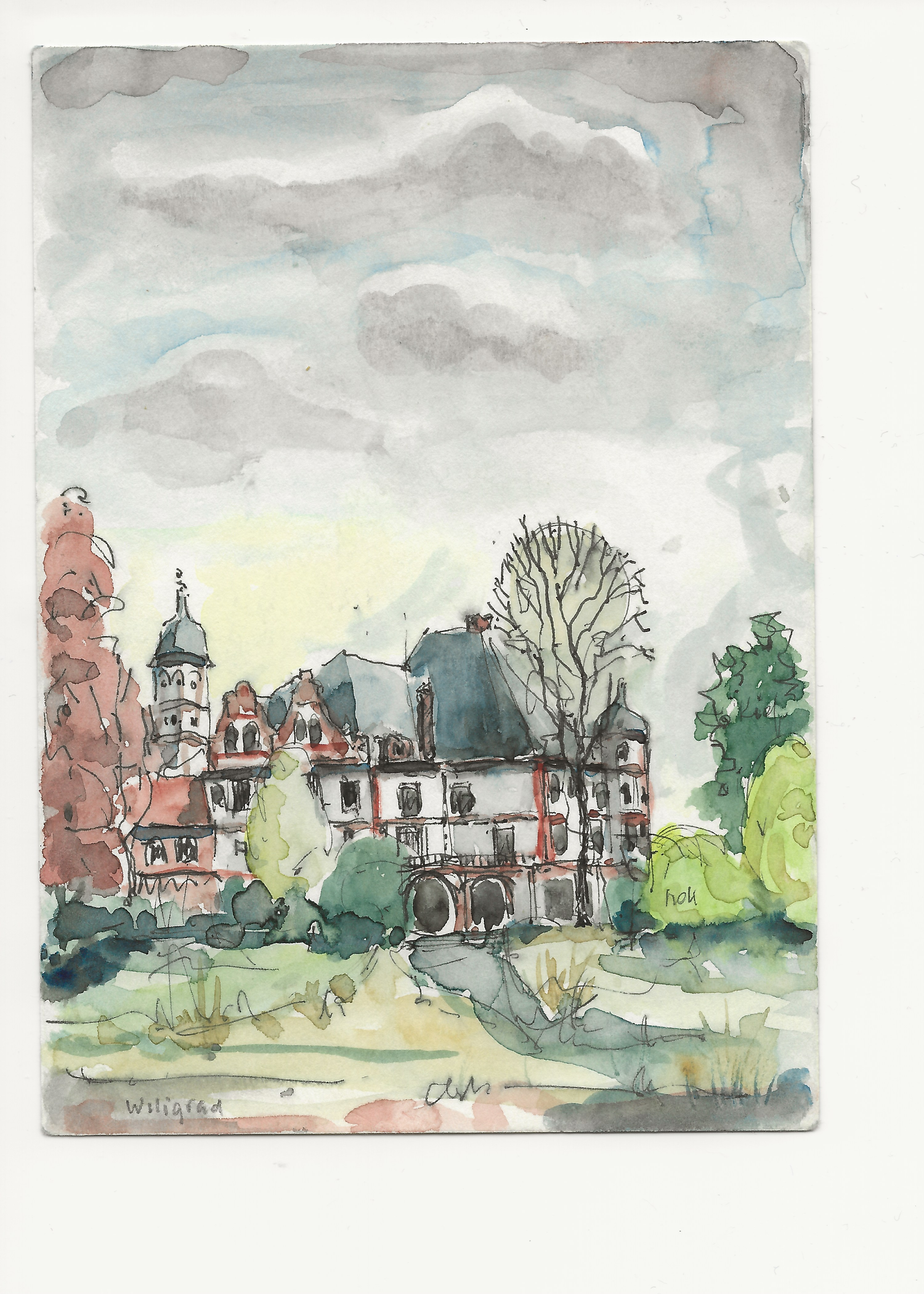
Schloss Wiligrad, H.Handorf 1997
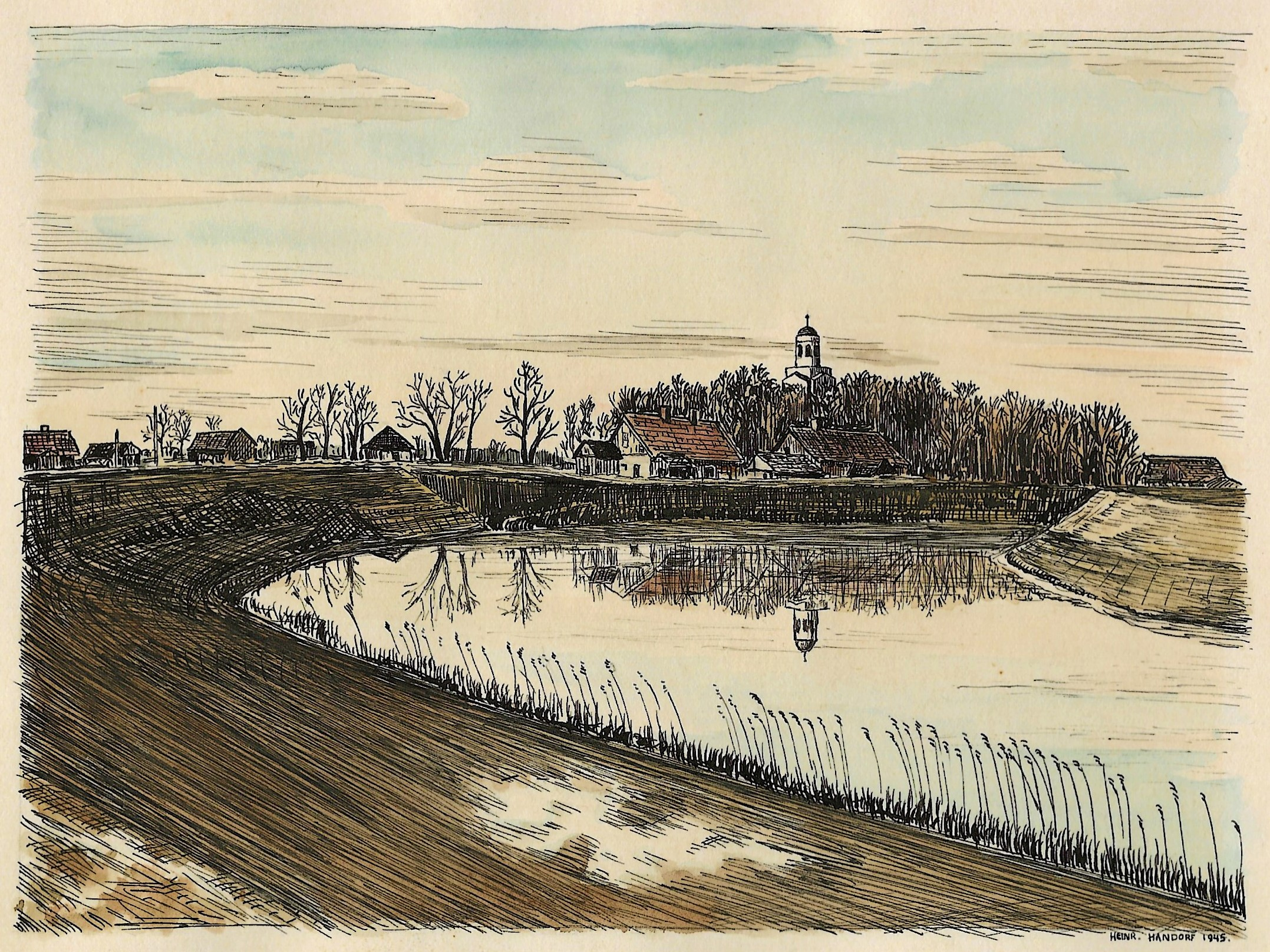
Niederbartau bei Libau in Lettland, Federzeichnung 1945

## Auszeichnungen
- 1971, Würdigung des Kollektivs H. Lösler, J. Ullrich, H. Handorf, C. Biallas mit dem Fritz-Reuter-Kunstpreis II. Klasse für die Einführung des Gas-Silikat-Wohnungsbaus in Schwerin-Lankow
- 1972, Der Bund der Architekten (BdA) verlieh Heinrich Handorf die Schinkelmedaille in Bronze.
- 2024, Aufnahme in die „Liste von Kulturschaffenden in der DDR“
- 2025, Vergabe der Landesdenkmalpflege M-V: Denkmal des Monats April 2025; Dem	Architekten Heinrich Handorf zum 100. Geburtstag, Die Werke des Herrn H.[8]

## Ausstellungen
- 1993, Die 25. Stunde, Kleine Galerie, Klinikum Schwerin[9]
- 1999, Schweriner Marstall, im Sozialministerium MV (Gemeinschaftsausstellung ARCHI-TECH-NA-Tour mit seinem Schwiegersohn Jürgen Gerner[10])
- 2005, Bernogemeinde Gemeindezentrum Schwerin
- 2021, Dom zu Schwerin[11][12]

## Publikationen
- Plastputzbeschichtungen im Wohnungsbau Schwerin, Lankow in Farbe und Raum (F. u. R.)(Fachzeitschrift) 07/1971
- Wandgestaltung mit Strukturelementen in F. u. R. 11/1971
- Bericht über Seminar BdA/VBKD in Deutsche Architektur 02/1972
- Farbliche Außengestaltung im Wohngebiet Schwerin – Lankow  in F. u. R. 08/1972
- Erfahrungen mit Gassilikatbeton in F. u. R. 10/1972
- Wohnungsbau Reihe IW 67 P-Gasbeton im Bezirk Schwerin, Wandfläche – Wandbild in Deutsche Architektur 02/1973
- Über die Einführung von künstlerischer Gestaltungen in Wandbildern in F. u. R.  05/1973
- Aufsätze über Wohnkultur in der Bezirkspresse